# Ectasium
| Äon                                      | Ära                                                 | Periode    | ≈ Alter (mya) |
| später                                   | später                                              | später     | jünger        |
| ---------------------------------------- | --------------------------------------------------- | ---------- | ------------- |
| P r o t e r o z o i k u m Dauer: 1959 Ma | Neoproterozoikum Jungproterozoikum Dauer: 459 Ma    | Ediacarium | 541 ⬍ 635     |
| P r o t e r o z o i k u m Dauer: 1959 Ma | Neoproterozoikum Jungproterozoikum Dauer: 459 Ma    | Cryogenium | 635 ⬍ 720     |
| P r o t e r o z o i k u m Dauer: 1959 Ma | Neoproterozoikum Jungproterozoikum Dauer: 459 Ma    | Tonium     | 720 ⬍ 1000    |
| P r o t e r o z o i k u m Dauer: 1959 Ma | Mesoproterozoikum Mittelproterozoikum Dauer: 600 Ma | Stenium    | 1000 ⬍ 1200   |
| P r o t e r o z o i k u m Dauer: 1959 Ma | Mesoproterozoikum Mittelproterozoikum Dauer: 600 Ma | Ectasium   | 1200 ⬍ 1400   |
| P r o t e r o z o i k u m Dauer: 1959 Ma | Mesoproterozoikum Mittelproterozoikum Dauer: 600 Ma | Calymmium  | 1400 ⬍ 1600   |
| P r o t e r o z o i k u m Dauer: 1959 Ma | Paläoproterozoikum Altproterozoikum Dauer: 900 Ma   | Statherium | 1600 ⬍ 1800   |
| P r o t e r o z o i k u m Dauer: 1959 Ma | Paläoproterozoikum Altproterozoikum Dauer: 900 Ma   | Orosirium  | 1800 ⬍ 2050   |
| P r o t e r o z o i k u m Dauer: 1959 Ma | Paläoproterozoikum Altproterozoikum Dauer: 900 Ma   | Rhyacium   | 2050 ⬍ 2300   |
| P r o t e r o z o i k u m Dauer: 1959 Ma | Paläoproterozoikum Altproterozoikum Dauer: 900 Ma   | Siderium   | 2300 ⬍ 2500   |
| früher                                   | früher                                              | früher     | älter         |

Das Ectasium ist ein chronostratigraphisches System und eine geochronologische Periode der Geologischen Zeitskala. Es ist das sechste System des Proterozoikums und das zweite System des Mesoproterozoikums.
Es begann vor 1400 Millionen Jahren und endete vor 1200 Millionen Jahren, dauerte also 200 Millionen Jahre. Es folgte auf das Calymmium und ging dem Stenium voraus.

## Namensgebung und Definition
Der Name Ectasium, abgeleitet von Altgriechisch ἔκτασις (éktasis) = Ausdehnung, Ausbreitung, nimmt Bezug auf das weitere Anwachsen der Kratone und ihrer Sedimentbedeckung.
Beginn und Ende des Ectasiums sind nicht durch GSSPs definiert, sondern durch GSSAs (Global Stratigraphic Standard Ages), das heißt auf meist volle 100 Millionen Jahre gerundete Durchschnittswerte radiometrischer Datierungen globaler tektonischer Ruhephasen.

## Geologie
Das Ectasium wird geodynamisch von zwei Großereignissen geprägt – dem Auseinanderbrechen Columbias und der beginnenden Amalgamation des Superkontinents Rodinia.
Das Zerbrechen Columbias, das um 1600 mya eingesetzt hatte, ging mit weit verbreitetem, anorogenem Magmatismus einher, der zwischen 1600 und 1300 mya in Laurentia, Baltica, Amazonia und Nordchina die so genannten AMCG-Folgen (Anorthosit-Mangerit-Charnockit-Granit) entstehen ließ. Der Zerfallsprozess war zwischen 1300 und 1200 mya beendet, wie die Intrusion mafischer Gangschwärme vermuten lässt (Mackenzie-Gangschwarm um 1270 mya, Sudbury-Gangschwarm um 1240 mya).
Für den Amalgationsprozess Rodinias ist die Grenville-Orogenese von ausschlaggebender Bedeutung, deren Vorläufer, die Elzevirian Orogeny,  bereits gegen Ende des Ectasiums begonnen hatte (1240 bis 1220 mya). So wurde im Zeitraum 1300 bis 1200 mya an den östlichen, aktiven Kontinentalrand Laurentias entlang einer Subduktionszone des B-Typus ein Inselbogen akkretiert, der schließlich während der Elzevirian Orogeny (um 1230 mya) andockte.
Am Süd- und Südostrand von Laurentia hatte die der Gebirgsbildung vorausgegangene, nordwestwärts gerichtete Subduktion bereits um 1500 Millionen Jahren eingesetzt und war zwischen 1400 und 1300 Millionen Jahren BP wieder am Abklingen. Eine Folgeerscheinung dieses Subduktionsprozesses war weiträumiger, anorogener Magmatismus im Südwesten Laurentias (so intrudierte beispielsweise der Ruin Granite in Arizona um 1440 mya und im Death Valley bildete sich um 1400 mya der World Beater Complex). Hinter dem herannahenden Inselbogen entstand ein Backarc-Becken, in dem um 1380 mya die Gesteine der Carrizo Mountain Group abgelagert wurden. Der Inselbogen selbst wird von Gesteinen der Sierra del Cuervo im Norden Mexikos repräsentiert.
Zwischen 1300 und 1260 mya brach auf dem Festland hinter der Subduktionszone ein Nordwest-Südost-streichendes Rift ein, das von Westtexas bis in den Südosten Kaliforniens reichte. Um 1260 mya setzte Kompression ein, die zu Krusteneinengungen und Heraushebungen an Riftsequenzen führte (erkennbar am Hakatai Shale der Unkar Group im Grand Canyon). Zwischen 1210 und 1150 mya drang in das absinkende Rift das steigende Meer ein und verfüllte die zuvor gebildeten Grabenbrüche (es bildeten sich beispielsweise Formationen wie die Lanoria-Formation, der Troy Quartzite und der Shinumo Quartzite).

## Biologische Evolution
Aus dem Ectasium stammen die ältesten Nachweise eukaryotischer Einzeller in Form von Rotalgen i. w. S. der Art Bangiomorpha pubescens, die in der kanadischen Hunting-Formation auf Somerset Island gefunden wurden. Bereits ab 1500 mya waren im Fossilbericht auch sehr einfache Acritarchen erschienen, die dann zwischen 1200 und 1000 Millionen Jahren BP von wesentlich komplexeren Formen abgelöst werden sollten, welche auch auf dem Festland verbreitet waren.  Gegen Ende des Ectasiums um 1200 Millionen Jahren BP können neben Eukaryoten pilzartige Organismen und auf dem Festland sogar Mikroben nachgewiesen werden – was auf eindeutig gestiegene Sauerstoffkonzentrationen hinweist.

## Stratigraphie

### Bedeutende Sedimentbecken und geologische Formationen

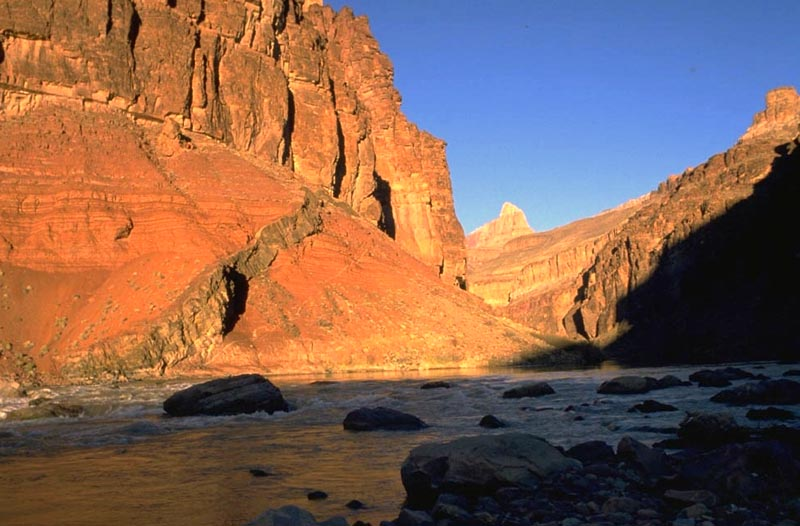
Der 1210 Millionen Jahre alte Hakatai Shale der Unkar Group mit intrudierendem Basaltgang, Grand Canyon

- MacArthur-Becken im Northern Territory Australiens - 1870 bis 1280 mya
  - Roper Group - 1492 bis 1280 mya
- Bangemall-Becken am Capricorn-Orogen in Westaustralien – 1630 bis 1300 mya
- Vindhyan Supergroup im Norden Indiens – 1700 bis 600 mya
- Chhattisgarh Supergroup in Indien -1500 bis zirka 900 mya
- Godavari Supergroup in Indien - 1685 bis 1000 mya[5]
  - Penganga Group - zirka 1400 bis 1000 mya
- Gaoyuzhuang-System des Nordchina-Kratons – 1425 bis 1348 mya
- Espinhaço Supergroup des São-Francisco-Kratons in Brasilien – 1800 bis 900 mya[6]
  - Middle Espinhaço Sequence (Absinkbecken) – 1600 bis 1380 mya
- Carandaí-Becken des Süd-Brasília-Gürtels – 1412 bis 1186 mya
- Serra-de-Mesa-Becken des Nord-Brasília-Gürtels – 1557 bis 1299 mya
- Paranoá-Becken des Nord-Brasília-Gürtels – 1560 bis 1042 mya
- Belt-Purcell Supergroup in Montana - 1480 bis 1330 mya
- Pahrump Group im Death Valley:
  - Crystal Springs Formation – 1330 bis 1260 mya
- Apache Group mit Troy Quartzite in Arizona – 1350 bis 1250 mya
- Grand Canyon Supergroup in Arizona – 1250 bis 700/650 mya
  - Unkar Group - 1250 bis 1070 mya
    - Bass-Formation - um 1250 mya
- Franklin Mountains in Texas:
  - Lanoria Formation – um 1250 mya
  - Mundy Breccia – um 1255 mya
  - Castner Marble – 1280 bis 1260 mya
- Telemark Supergroup des Baltischen Schilds - 1510 bis 1100 mya
  - Seljord Group, jetzt Vindeggen Group – 1500 bis 1155 mya

## Geodynamik

### Magmatismus
- Gangschwärme:

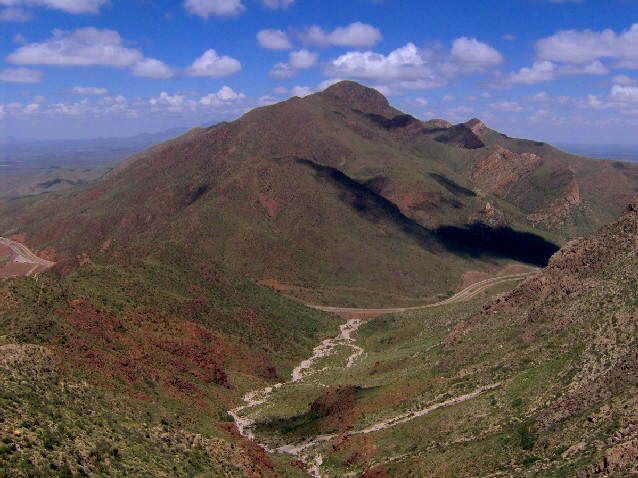
Die bis auf 1280 mya zurückgehenden Franklin Mountains in Westtexas

  - Mackenzie-Gangschwarm in Kanada – 1270 mya
  - Sudbury-Gangschwarm in Kanada – 1240 mya
- Lagenintrusionen:
  - Serra-dos-Burgos-Komplex und Malacacheta-Komplex im Nord-Brasília-Gürtel, Brasilien – um 1250 mya
- Vulkanite:
  - Gegend von Van Horn, Texas:
    - Carrizo Mountain Group mit Rhyolithen – 1380 bis 1327 mya
    - Allamoore-Formation mit felsischen Tuffen – 1256 bis 1227 mya
- Plutonite:
  - World Beater Complex im Death Valley (Granitintrusion) – um 1400 mya

### Terrane
- Llano Uplift in Texas:
  - Valley Spring Domain  – um 1360 bis 1128 mya
  - Coal Creek Domain – 1326 bis 1115 mya
  - Packsaddle Domain -1274 bis 1098 mya

### Orogenesen
- Elzevirian Orogeny am Ostrand Laurentias – 1240 bis 1220 mya
- Putumayo-Orogenese im Osten Kolumbiens (Nordrand von Amazonia) – 1300 bis 990 mya